# Norsk (Russland)
Norsk (russisch Норск) ist ein Ort in der Oblast Amur (Russland).
Der Ort ist ein Zentrum der Holzwirtschaft. 

## Geographie
Norsk liegt am Südufer der Selemdscha.
Der Ort ist über die Fernstraße 10K-035 an das russische Straßennetz angeschlossen.
Norsk liegt zwischen der Baikal-Amur-Magistrale und der Transsibirischen Eisenbahn besitzt aber keinen eigenen Eisenbahnanschluss.
Ca. 100 km südwestlich von Norsk befindet sich das Kosmodrom Wostotschny.